# 51-procentregeln
51-procentregeln är en regel som är inskriven i Riksidrottsförbundets stadgar, vilket innebär att en förenings medlemmar måste inneha 51 procent av rösterna i ett idrottsaktiebolag och därmed ha rösträttsmajoritet. Alltså får ingen enskild ägare, vare sig en privatperson eller ett företag, köpa upp idrottsaktiebolaget helt och hållet.

## Bakgrund
Vid Riksidrottsmötet 1999 beslutades att aktiebolag skulle få bildas av ideella idrottsföreningar. Sedan dess har den så kallade 51-procentsregeln gällt.

## Förslag om att ta bort 51-procentregeln
Förslagen om att ta bort 51-procentregeln har behandlats vid Riksidrottsförbundets möten 2007, 2009, 2011 och 2013. Förslagen har röstats ned vid varje möte.

## Andra länder
I tyska Bundesliga gäller regeln att föreningen måste äga minst 50% + 1 aktie av idrottsaktiebolaget om de har något.
I en del andra länder såsom England finns inte sådana begränsningar. Där ägs en del lag av olika externa majoritetsägare, inklusive utländska personer och företag.